# 光陵短期大学
光陵短期大学（こうりょうたんきだいがく）は、愛知県名古屋市昭和区広小路本町1-16に本部を置いていた日本の私立大学である。1950年に設置され、1955年に廃止された。

## 概要

### 大学全体
- 国内で最初に認可された短期大学149校[注 1]の1校として、1950年に1学科体制で開学した[1]。
- 1952年度の入学生を最後に[注釈 2]、短期大学としての使命を終える[注釈 3]
- 後に、光陵女子短期大学として復活している[注 2] 。

## 沿革
- 1935年
  - 栗本祐一による名古屋鉄道学校が創立される。
- 1949年
  - 10月 文部省[注釈 4]に短期大学[注 3]の設置認可に関する申請を行う[注 4]。なお、学科・専攻は以下の通りとなっている[注 5]。
    - 商業経済科 
      - 第一部 入学定員100名
      - 第二部 入学定員50名

    - 英語英文科第二部 入学定員50名
- 1950年
  - 3月14日 左記を以て短期大学の設置が文部省[注釈 4]より認可される[注 6]。
  - 4月1日 左記を以て光陵短期大学が以下の学科体制にて開学[注 7]。
    - 商業経済科 
      - 第一部 入学定員100名→80名
      - 第二部 入学定員50名→不認可

    - 英語英文科第二部 入学定員50名→不認可
- 1952年
  - 4月1日 この年度で短期大学としての学生募集を最終とする[注釈 2]。
- 1954年
  - 5月1日 学生数[15]/定員
    - 商業経済科 23[注 8]/-
- 1955年
  - 7月14日 左記をもって正式に廃止となる[注釈 3]。

## 基礎データ

### 所在地
- 愛知県名古屋市昭和区広小路本町1-16[注釈 1]

## 教育および研究

### 組織

#### 学科
- 商業経済科 入学定員80名[注 9]

#### 専攻科
- なし

#### 別科
- なし

#### 取得資格について
- 1952年1月23日に教職課程が設置された[17]。

## 対外関係

### 系列校
- 光陵女子短期大学

## 関連サイト
- 学校名コード（校種・五十音順）20頁、学校コード「8317 光陵短期大学」